# Kleenex
Kleenex is een merknaam voor op papier gebaseerde producten voor eenmalig gebruik zoals zakdoekjes, toiletpapier, keukenrollen en luiers. Kleenex is een geregistreerd handelsmerk van Kimberly-Clark Worldwide, Inc., maar het is in de Engelse taal ook een synoniem voor papieren doekje. Kleenex-producten worden vervaardigd in 30 landen en verkocht in meer dan 170 landen.
De Kleenex-tissues werden in 1924 in de Verenigde Staten op de markt gebracht als hulpmiddel om gezichtscrème te verwijderen. Marktstudies wezen echter al in 1926 uit, dat de consument ze ook als wegwerp-zakdoekjes gebruikte. Daarop ging het bedrijf het product rond 1930 als zodanig afficheren.
Inmiddels is deze handelsnaam generiek geworden voor dozen met wegwerpzakdoekjes.